# 앨런 세이더
앨런 세이더(Alan Sader, 1940년 2월 12일 ~ )는 미국의 배우, 연극 배우이다.

## 영화
- 에반 올마이티 (2007년)
- 썸딩 더 로드 메이드 (2004년)
- 웹 오브 라이즈 (1999년)
- 위험한 정부 (1995년)
- 리버티 (1993년)
- 사랑과 추억 (1991년)
- 킹콩 2 (1986년)